# Michael Ontkean
Michael Ontkean est un acteur canadien né le 24 janvier 1946 à Vancouver.

## Biographie
Fils d'un couple d'acteurs de Vancouver, Ontkean est encore enfant lorsqu'il interprète un petit rôle dans la série télévisée canadienne Hudson's Bay (1959). Sa famille déménage à Toronto dans les années 1960 : il y fréquente un collège catholique, St. Michael's Choir School, puis le lycée confessionnel de St. Michael's College.
Ontkean est un bon joueur de hockey, ce qui lui permet d'obtenir une bourse de sports-études à l'université du New Hampshire, comme joueur de 1re division de la NCAA, membre de l'Eastern College Athletic Conference. Pendant ses années de licence, Ontkean marque 63 buts et 111 points en 85 matchs. Avec 30 buts, il a même été le premier buteur de son équipe lors de sa première année, et s'est classé second derrière son compatriote Louis Frigon en troisième année.
Ontkean fait ses débuts à Hollywood avec le premier rôle dans The Partridge Family (1971), et il apparaît comme vedette invitée dans diverses séries de l'époque (L’Homme de fer et Longstreet) ; mais il ne gagne vraiment la notoriété qu'avec les deux premières saisons de la série The Rookies (1972–1976), où il interprète le rôle de l'officier Willie Gillis.
Ses talents de joueur de hockey ont été décisifs pour le succès de La Castagne, dans le rôle de Ned Braden (1977), puisqu'il n'est jamais doublé sur le terrain. En 1979, il apparaît dans la série télévisée Voyage dans l'inconnu.
En 1990, il joue le shérif Harry S.Truman dans la série Twin Peaks, ce rôle le popularise auprès du public international.

## Filmographie

### Cinéma
- 1971 : The Peace Killers de Douglas Schwartz : Jeff
- 1972 : Girls on the Road de Thomas J. Schmidt : Will
- 1972 : Pickup on 101 (en) de John Florea : Chuck
- 1972 : Necromancy  de Bert I. Gordon : Frank Brandon
- 1973 : Hot Summer Week de Thomas J. Schmidt : Will
- 1977 : La Castagne (Slap Shot), de George Roy Hill : Ned Braden
- 1979 : Silence... mon amour (Voices), de Robert Markowitz : Drew Rithman
- 1980 : Willie et Phil de Paul Mazursky : Willie Kaufman
- 1982 : Making Love d'Arthur Hiller : Zack
- 1984 : Le Sang des autres, de Claude Chabrol : Jean
- 1984 : Une fille à aimer (Just the Way You Are) d'Édouard Molinaro : Peter Nichols
- 1987 : La Fête à tout prix (The Allnighter)) de Tamar Simon Hoffs : Mickey
- 1987 : Maid to Order d'Amy Holden Jones : Nick McGuire
- 1988 : Le Secret de Clara (Clara's Heart), de Robert Mulligan : Bill Hart
- 1989 : Yes We Can : (voix)
- 1989 : Street Justice de Richard C. Sarafian : Curt Flynn
- 1989 : Cold Front d'Allan A. Goldstein : Derek McKenzie
- 1989 : Bye Bye Blues (en) d'Anne Wheeler : Teddy Cooper
- 1990 : Bons Baisers d'Hollywood (Postcards from the Edge), de Mike Nichols : Robert Munch
- 1994 : Seers & Clowns de Faith Hubley (court) : (voix)
- 1996 : Swann de Anna Benson Gyles : Stephen
- 1998 : Nico la licorne (Nico the Unicorn), de Graeme Campbell : Tom Gentry
- 1998 : Malin comme un singe (Summer of the Monkeys), de Michael Anderson : John Lee
- 1999 : Sexe, strip-tease et tequila (Just a Little Harmless Sex), de Rick Rosenthal : Jeff
- 2000 : Mon amie Masha (Bear with Me), de Paul Ziller : Greg Bradley
- 2011 : The Descendants d'Alexander Payne : cousin Milo

### Télévision
- 1971 : The Boy from Dead Man's Bayou (TV) :
- 1972 : The Rookies (TV) : Willie Gillis
- 1979 : Voyage dans l'inconnu (Tales of the unexpected) (TV): Tommy
- 1981 : Summer (TV) :
- 1985 : Kids Don't Tell (TV) : John Ryan
- 1986 : The Right of the People (TV) : Christopher Wells
- 1990 : Mystères à Twin Peaks (TV) : shérif Harry S. Truman
- 1990 : In Defense of a Married Man (TV) : Robert
- 1991 : In a Child's Name (TV) : Kenneth Taylor
- 1992 : Legacy of Lies (TV) : Zach Resnick
- 1993 : Rapture (TV) : Jeff Lisker
- 1993 : Pour l'amour de Jessica (Whose Child Is This? The War for Baby Jessica) (TV) : Jan DeBoer
- 1993 : Vendetta II: The New Mafia (TV) : Hank Parnell
- 1994 : Album de famille (Family Album) (TV) : Ward Thayer
- 1996 : The Man Next Door (TV) : Eli
- 1996 : The Stepford Husbands (TV) : Mick Davison
- 1998 : Les Flocons de l'amour (A Chance of Snow) (TV) : Matthew « Matt » Parker
- 2000 : Green Sails (TV) : John Scott
- 2002 : A Killing Spring (TV) : Tom Keaton
- 2003 : Mrs. Ashboro's Cat (TV) : Wes Merritt